# 구로호네촌
구로호네촌(일본어: 黒保根村)은 일본 군마현 중동부 세타군에 존속했던 촌이다. 현재의 기류시 북서부의 구로호네 지구에 해당한다.

## 역사
- 1889년 4월 1일 - 정촌제 시행과 함께 8개촌이 합병해 미나미세타군 구로호네촌이 성립하였다.
- 1896년 4월 1일 - 히가시군마군, 미나미세타군이 합병해 세타군에 소속되었다.
- 2005년 6월 13일 - 기류시에 편입해 폐지되었다.

## 인구
- 1920년 : 6,237명
- 1940년 : 5,950명
- 1960년 : 5,225명
- 1980년 : 3,356명
- 2000년 : 2,753명
- 2005년 : 2,610명

## 교통

### 철도
- 와타라세 계곡 철도 와타라세 계곡선

### 도로
- 국도 제122호선

## 참고 문헌
- 角川日本地名大辞典編纂委員会, 『角川日本地名大辞典 10 群馬県』1988, 角川書店